# Гринч (мультфильм)
«Гринч» (англ. The Grinch) — анимационный фильм, созданный по мотивам книги Доктора Сьюза «Как Гринч украл Рождество», а также ремейк одноимённого кинофильма 2000 года.
Мировая премьера состоялась 9 ноября 2018 года, в России — 13 декабря.

## Сюжет
Неподалеку от Ктотогорода в скрытой от посторонних глаз пещере живет угрюмый зеленый Гринч (Бенедикт Камбербэтч). Когда-то жители города нанесли ему смертельную обиду — необычный внешний вид сделал нашего героя предметом насмешек всех мальчишек, девчонок и даже взрослых в Ктограде. В ответ на эти насмешки Гринч закрыл свое сердце от любого добра и коротает дни в компании единственного живого существа — пса Макса. По мере приближения столь любимого ктошками праздника у Гринча портится и без того не ангельский характер.

## В ролях
| Актёр               | Персонаж                 |
| ------------------- | ------------------------ |
| Бенедикт Камбербэтч | Гринч                    |
| Кэмерон Сили        | Синди Лу                 |
| Рашида Джонс        | Донна Лу                 |
| Кинан Томпсон       | Бриклбаум                |
| Анджела Лэнсбери    | мэр Макгеркл             |
| Скарлетт Эстевес    | Иззи, подруга Синди Лу   |
| Фаррелл Уильямс     | рассказчик               |
| Джесс Харнелл       | второстепенные персонажи |

## Производство
В феврале 2013 года было объявлено, что Illumination разрабатывает анимационный художественный фильм на основе книги Доктора Сьюза с изначально рабочим названием «Как Гринч украл Рождество», который позже сократили до «Гринча». Питер Канделанд и Ярроу Чени были назначены режиссерами, хотя в 2018 году продюсер Скотт Мосье пришел на смену Канделанду.
Изначально выход мультфильма был запланирован на 10 ноября 2017 года, но в июне 2016 года он был отложен до 9 ноября 2018 года.

### Актёрский состав
В апреле 2016 года Бенедикт Камбербэтч был назначен на озвучку главного героя. К сентябрю 2018 года Анджела Лансбери должна была озвучить мэра Ктотограда. Рашида Джонс, Кэмерон Сили и Кинан Томпсон также присоединились к актёрскому составу, в то время как Фаррелл Уильямс, который ранее работал над Гадким я, был взят на озвучку рассказчика фильма.

## Создатели
Сценарий сказки авторства Доктора Сьюза адаптирует Майкл ЛеСьер — пока еще малоизвестный сценарист анимационных картин.

## Саундтрек
Tyler, The Creator написал новую песню для фильма под названием «I Am the Grinch».
Тайлер и Дэнни Эльфман, которые составляли партитуру мультфильма, сотрудничали в работе над новой версией песни «You're a Mean One, Mr. Grinch» для фильма, которая была показана в финальном трейлере и в самом начале мультфильма.
| №                   | Название                                      | Авторы                                     | Длительность |
| ------------------- | --------------------------------------------- | ------------------------------------------ | ------------ |
| 1.                  | «You’re a Mean One, Mr. Grinch»               | Tyler, The Creator                         | 1:50         |
| 2.                  | «I Am the Grinch»                             | Tyler, The Creator                         | 2:37         |
| 3.                  | «Christmas Is»                                | Run-D.M.C.                                 | 3:19         |
| 4.                  | «Deck the Halls»                              | Jackie Wilson                              | 1:16         |
| 5.                  | «Run Rudolph Run»                             | The Brian Setzer Orchestra                 | 3:29         |
| 6.                  | «My Favorite Things»                          | The Supremes                               | 2:45         |
| 7.                  | «Zat You Santa Claus?»                        | Buster Poindexter and His Banshees of Blue | 2:47         |
| 8.                  | «Christmas in Hollis»                         | Run-D.M.C.                                 | 2:58         |
| 9.                  | «Jingle Bells»                                | The Brian Setzer Orchestra                 | 2:21         |
| 10.                 | «The Christmas Song (Merry Christmas to You)» | Nat King Cole                              | 3:09         |
| 11.                 | «God Rest Ye Merry Gentlemen»                 | Pentatonix                                 | 2:29         |
| 12.                 | «A Wonderful Awful Idea»                      | Дэнни Эльфман                              | 2:53         |
| 13.                 | «Stealing Christmas»                          | Дэнни Эльфман                              | 4:06         |
| Общая длительность: | Общая длительность:                           | Общая длительность:                        | 37:00        |

### Музыка к фильму
20 ноября 2017 года Дэнни Эльфман был назначен композитором фильма.
Музыка Эльфмана была выпущена в цифровом формате 9 ноября 2018 года вместе со звуковым сопровождением (как в цифровом виде, так и на CD).
| №                   | Название                                                     | Длительность |
| ------------------- | ------------------------------------------------------------ | ------------ |
| 1.                  | «The Big Opening»                                            | 2:46         |
| 2.                  | «Going to Town»                                              | 1:36         |
| 3.                  | «Jaunty Kitchen»                                             | 1:37         |
| 4.                  | «Mailing a Letter»                                           | 0:50         |
| 5.                  | «It's Better This Way»                                       | 1:29         |
| 6.                  | «Northward Bound»                                            | 1:29         |
| 7.                  | «Christmas in Whoville»                                      | 4:01         |
| 8.                  | «Last Lonely Boy»                                            | 1:52         |
| 9.                  | «Welcome Song/Forlorn»                                       | 2:29         |
| 10.                 | «To the Fort»                                                | 1:18         |
| 11.                 | «Dog Tongue»                                                 | 1:23         |
| 12.                 | «Walking Toward Destiny»                                     | 2:47         |
| 13.                 | «The Loudest Snow»                                           | 2:10         |
| 14.                 | «Puppy Eyes»                                                 | 1:03         |
| 15.                 | «Command Center»                                             | 1:33         |
| 16.                 | «Grinch's Wild Ride»                                         | 2:42         |
| 17.                 | «Kids Can't Sleep»                                           | 1:33         |
| 18.                 | «Stealing Christmas»                                         | 4:04         |
| 19.                 | «Taking the Bait»                                            | 1:43         |
| 20.                 | «It's My Fault»                                              | 2:19         |
| 21.                 | «Welcome Christmas» (written by Albert Hague and Ted Geisel) | 1:38         |
| 22.                 | «The Apology»                                                | 1:08         |
| 23.                 | «First Christmas»                                            | 0:51         |
| 24.                 | «The Big Finale»                                             | 1:56         |
| 25.                 | «All By Myself» (Bonus track)                                | 1:05         |
| Общая длительность: | Общая длительность:                                          | 48:00        |

## Маркетинг
Первый официальный трейлер вышел на YouTube 8 марта 2018 года.

## Критика и отзывы
Мультфильм получил смешанную критику. На Rotten Tomatoes мультфильм удостоился 59 % одобрения на основе 194 рецензий со средним рейтингом 6 баллов из 10. Критический консенсус на сайте гласит: «„Гринч“ даёт классическому исходному материалу Сьюза ярко оживлённое обновление, которое идеально подходит для юных зрителей без существенного добавления к наследию истории». На Metacritic мультфильм имеет средневзвешенную оценку 51 баллов из 100, основанную на 32 рецензиях, что указывает на смешанные или средние отзывы. Аудитории CinemaScore дали мультфильму среднюю оценку A− по шкале от A+ до F, в то время как PostTrak сообщили, что зрители дали ему 83 % положительного результата и 75 % «определенной рекомендации».
Оуэн Глейберман из Variety написал: «Он проворный и ласковый, способный зацепить сегодняшних детей и многих взрослых, вызывая в воображении чувство, которое достаточно близко. В конце концов, ваше собственное сердце увеличится, хотя, может быть, всего на один или два размера». Сэнди Ангуло Чен из Common Sense Media поставила мультфильму 3 балла из 5 и заявила: «Эта адаптация яркая, красочная и иногда забавная, но она и близко не соответствует эффектности короткометражного оригинала».